# Yoshinobu Minowa
Yoshinobu Minowa (箕輪 義信, Minowa Yoshinobu, Kawasaki, 2 juni 1976) is een Japans voormalig voetballer die als verdediger speelde.

## Carrière
Yoshinobu Minowa speelde tussen 1999 en 2010 voor Júbilo Iwata, Kawasaki Frontale en Consadole Sapporo.

## Japans voetbalelftal
Yoshinobu Minowa debuteerde in 2005 in het Japans nationaal elftal en speelde 1 interland.

## Statistieken
| Japans voetbalelftal | Japans voetbalelftal | Japans voetbalelftal |
| Jaar                 | Wed.                 | Dlp.                 |
| -------------------- | -------------------- | -------------------- |
| 2005                 | 1                    | 0                    |
| Totaal               | 1                    | 0                    |